# 포커스 그룹

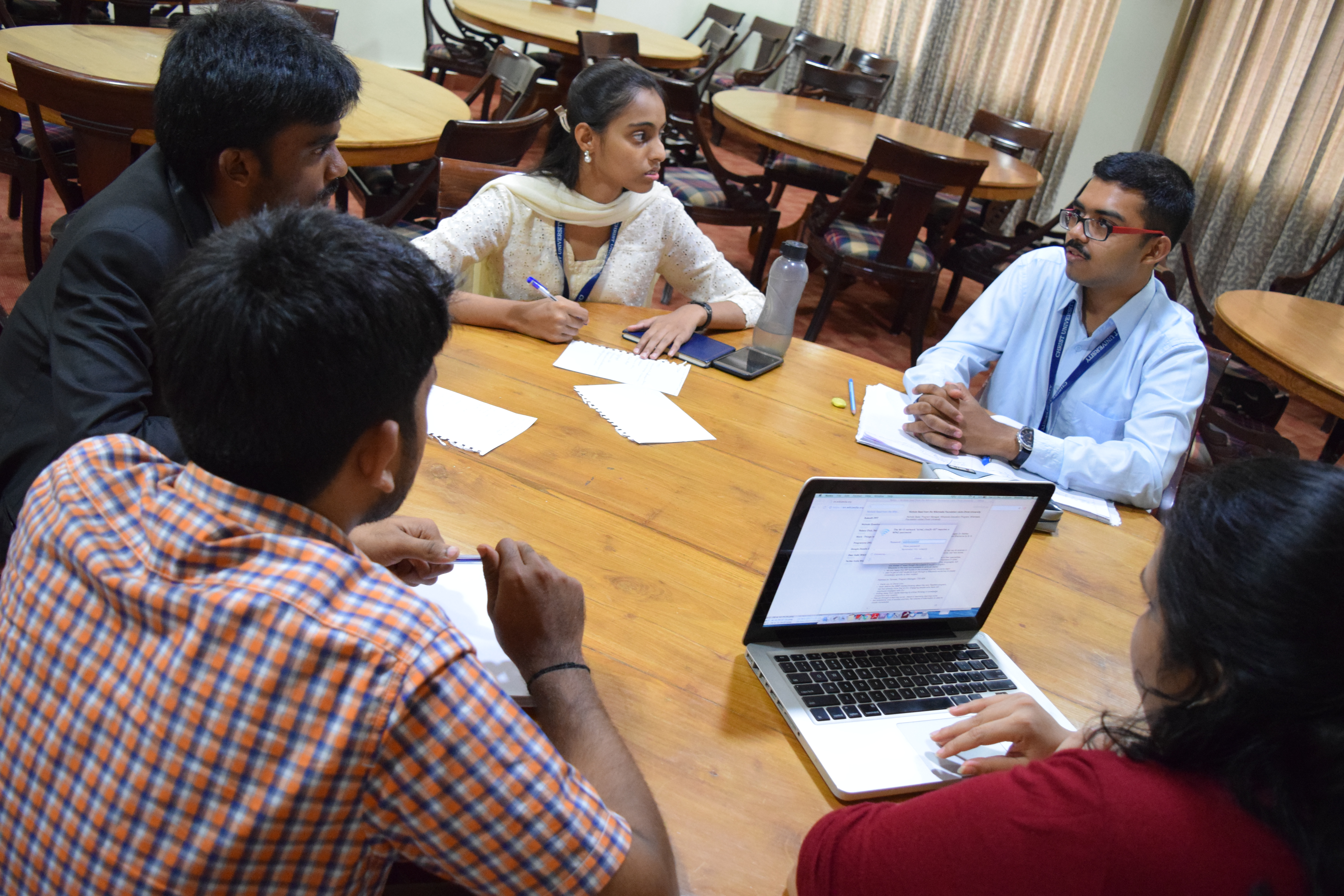
대면 포커스 그룹을 진행하는 모습.

포커스 그룹(Focus group)은 인구통계학적으로 미리 정의된 소수(최대 10명)의 참가자를 대상으로 하는 집단 인터뷰이다. 연구자/평가자가 제시한 특정 질문에 대한 참가자들의 반응을 분석한다. 포커스 그룹은 시장 조사에서 제품이나 서비스에 대한 사람들의 반응, 또는 공유된 경험에 대한 참가자들의 인식을 더 잘 이해하기 위해 사용된다. 토론은 안내형 또는 공개형으로 진행될 수 있다. 시장 조사에서 포커스 그룹은 신제품이나 서비스에 대한 그룹의 반응을 살펴볼 수 있다. 프로그램 평가 도구로서, 포커스 그룹은 얻은 교훈과 성과 개선을 위한 권고 사항을 도출할 수 있다. 포커스 그룹의 목적은 연구자가 참가자의 반응을 이해하는 것이다. 그룹 구성원이 더 큰 집단을 대표한다면, 그들의 반응은 그 더 큰 집단의 견해를 반영할 것으로 예상할 수 있다. 따라서 포커스 그룹은 연구자들이 상호작용적이고 주도적인 토론을 통해 질적 데이터를 수집하기 위해 구성하는 연구 또는 평가 방법이다.
포커스 그룹은 사회학자, 심리학자, 커뮤니케이션 연구, 교육, 정치학, 공중 보건 분야의 연구자들도 활용한다. 마케터는 포커스 그룹에서 수집된 정보를 활용하여 특정 제품, 논쟁 또는 주제에 대한 통찰력을 얻을 수 있다. 2020년 10년마다 실시되는 인구조사를 담당하는 인구조사국과 같은 미국 연방 기관들 역시 다양한 집단을 대상으로 메시지 검증 목적으로 포커스 그룹 인터뷰를 활용하고 있다.
질적 연구에서 사용되는 이 인터뷰는 낙태, 정치 후보 또는 쟁점, 공통된 사건, 요구 평가 등 다양한 주제에 대한 인식, 태도, 의견, 신념, 그리고 견해를 묻는 집단 구성원들을 대상으로 한다. 집단 구성원들은 종종 자유롭게 이야기하고 상호 작용한다. 연구자/평가자가 집단 구성원들에게 개별적으로 질문하는 대신, 포커스 그룹은 집단 상호작용을 활용하여 참여자들의 신념, 의견, 그리고 견해를 탐구하고 명확히 한다. 포커스 그룹의 상호작용성은 연구자들이 여러 참여자로부터 질적 데이터를 얻을 수 있게 해주며, 이는 포커스 그룹을 비교적 신속하고 편리하며 효과적인 연구 방법으로 만드는 경우가 많다. 포커스 그룹이 진행되는 동안 진행자는 그룹으로부터 배우는 것을 목적으로 메모를 하거나 토론 내용을 기록한다. 연구자/평가자는 유용한 정보를 얻기 위해 포커스 그룹 구성원을 신중하게 선정해야 한다. 포커스 그룹에는 말로 표현되지 않는 역학 관계(예: 바디 랭귀지, 할 말이 있는 듯하지만 말을 하지 않는 사람들)에 주의를 기울이는 관찰자가 포함될 수도 있다.

## 같이 보기
- 쿨헌팅
- 대중조작
- 스핀 닥터
- 사용성공학
- 포커스 그룹 테스트